# Olga Krzyżanowska
Olga Teresa Krzyżanowska (10 de septiembre de 1929 – 22 de junio de 2018) fue una política polaca que ejerció el cargo de senadora de Polonia y miembro del Sejm desde 1989 a 2005. Durante la Segunda Guerra Mundial, fue parte de la organización militar Szare Szeregi, que le valió la distinción de la Cruz del Valor por sus esfuerzos. Después de la Segunda Guerra Mundial, estudió en la Universidad Médica de Gdańsk y en 1952 se graduó de la especialidad de enfermedades internas y ocupacionales. Después de pasar una década en hospitales, en 1962 Krzyżanowska se convirtió en directora del Hospital Industrial Provincial de Gdansk, cargo que ocupó hasta 1989.
Krzyżanowska se unió al movimiento Solidaridad en la década de los 80, y fue parte de la Comisión Nacional de Salud. Su trabajo en la comisión fue lo que la llevó a la política. Se convirtió en miembro del Sejm del Contrato y fue nombrada vicemariscal durante ese período; se enteró de su nominación al cargo al ver la televisión. En 1993, fue nominada nuevamente como vicealguacil y permaneció en el Sejm hasta 2001. Durante su tiempo en el Sejm, se desempeñó como presidenta del Comité de Ética y fue vicepresidenta del Comité de Asuntos Exteriores, y también fue presidenta del Comité de Reglamentos y Asuntos de los Diputados.
En 2001, Krzyżanowska se presentó como candidata al Senado por el distrito de Gdansk en representación de la alianza Senado 2001, que ganó. Cumplió un mandato y se retiró de la política en 2005. Ese año se convirtió en presidenta de la Asociación Nacional de la Memoria y en 2011 se unió al Congreso de Mujeres, un movimiento político y social polaco, y se desempeñó como Ministra de Salud en el gabinete en la sombra de la organización.